# Placówka Straży Granicznej I linii „Łosicha”
Placówka Straży Granicznej I linii „Łosicha – jednostka organizacyjna Straży Granicznej pełniąca służbę wywiadowczą na granicy polsko-niemieckiej w okresie międzywojennym.

## Geneza
Na wniosek Ministerstwa Skarbu, uchwałą z 10 marca 1920 roku, powołano do życia Straż Celną. Od połowy 1921 roku jednostki Straży Celnej rozpoczęły przejmowanie odcinków granicy od pododdziałów Batalionów Celnych. Proces tworzenia Straży Celnej trwał do końca 1922 roku. Placówka Straży Celnej „Łosisza” weszła w podporządkowanie komisariatu Straży Celnej „Dąbrowy” z Inspektoratu SC „Chorzele”.

## Formowanie i zmiany organizacyjne
Rozporządzeniem Prezydenta Rzeczypospolitej Polskiej Ignacego Mościckiego z 22 marca 1928 roku, do ochrony północnej, zachodniej i południowej granicy państwa, a w szczególności do ich ochrony celnej, powoływano z dniem 2 kwietnia 1928 roku Straż Graniczną.
Rozkazem nr 1 z 12 marca 1928 roku w sprawach organizacji Mazowieckiego Inspektoratu Okręgowego Naczelny Inspektor Straży Celnej gen. bryg. Stefan Pasławski powołał komisariat Straży Granicznej „Myszyniec”. W 1933 i 1934 roku placówka Straży Granicznej I linii „Łosicha” znajdowała się w jego strukturze.

## Dowódcy placówki
| stopień  | imię i nazwisko       | okres pełnienia służby | kolejne stanowisko |
| -------- | --------------------- | ---------------------- | ------------------ |
| sierżant | Zygmunt Skrzeczkowski | był IX 1939            |                    |